# Коллам
Коллам (англ. Kollam) або Квілон (англ. Quilon) — місто в індійському штаті Керала. Розташоване на берегах озера Аштамуді. Адміністративний центр округу Коллам. Четверте за кількістю населення місто Керали. За даними всеіндійського перепису 2001 року, у місті проживало 361 441 людей, з яких чоловіки становили 49 %, а жінки — 51 %. Рівень грамотності дорослого населення становив 91,5 % (загальноіндійський рівень —  59,5 %). 11 % населення було молодше 6 років.

## Географія
Розташоване за 71 км від міста Тируванантапурам. Середня висота над рівнем моря — 3 метри.

## Етимологія
Одна з версій говорить про те, що назва міста походить від санскритського слова коллам, яке перекладається як перець.

## Історія
Коллам був процвітаючим портом у період династії Чера. Поряд з Паттанамом Коллам є одним з найстародавніших портів, розташованих на малабарському березі Індії. Коллам мав торгові зв'язки ще з Фінікією та Стародавнім Римом. Спеції, перелини, діаманти та шовк експортувалися до Єгипту та Риму. Перлини та діаманти експортувалися в державу Чера з Цейлону та з південно-східного узбережжя Індії.
В 6 сторіччі на Малабарскому березі виникають перші християнські поселення. Коллам згадується несторіанським патріархом Ієзаябусом, що помер у 660 році, у листі до Симона, митрополита Персії. 825 року Коллам за запрошенням правителя міста відвідали несторіанські монахи Мар Сабор (Або) та Мар Прот. Вони брали участь у будівництві християнських церков на Малабарському березі.

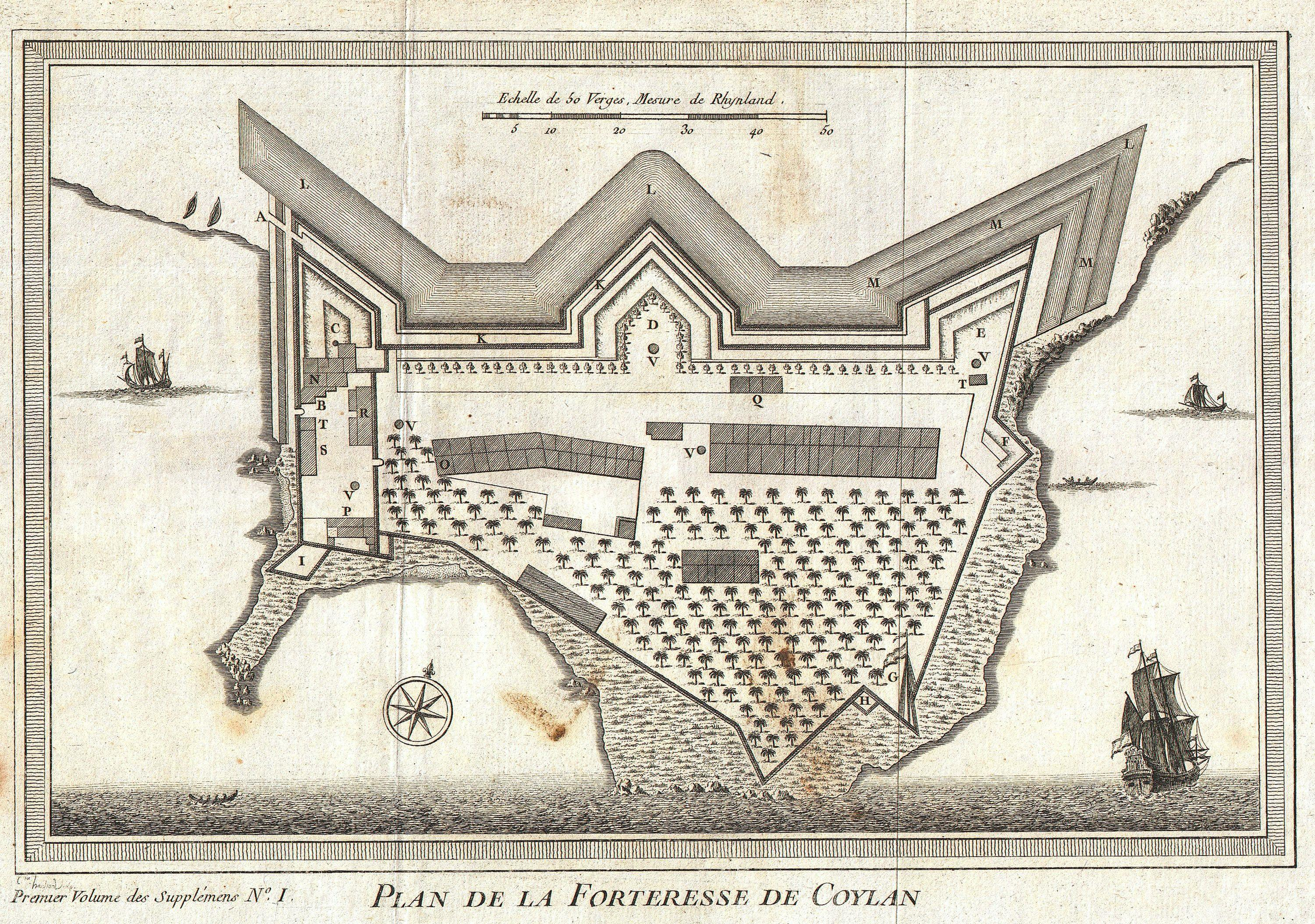
Форт Коллама, 1756 рік

Правителі Колламу підтримували тісні торгові зв'язки з Китаєм. У 7-му сторіччі порт Колламу є головним перевалочним пунктом на шляху китайських товарів до Персії. Обсяги торгівлі з Китаєм знизилися після 600 року, але знову зросли до 13-го сторіччя.
В Колламі 825 року був створений малаяламський календар, чи коллаваршам. Вважається, що датою відліку сучасного малаяламського календаря є дата заснування міста.
Першими європейцями, що розташувалися у 1502 році в Колламі, у Тхангассері — центрі торгівлі перцем, сталі португальці. У 1517 році португальці побудували церкву святого Фоми, яка була зруйнована під час війни з данцями. У 1661 році контроль над містом перейшов до данців. Данці перебудували старий португальський форт у Тхангассері. У 18-му сторіччі Коллам був завойований князівством Траванкор, а у 1795 році британцями.